# Thamyris Glacier
Thamyris Glacier är en glaciär i Antarktis. Den ligger i Västantarktis. Argentina, Chile och Storbritannien gör anspråk på området. Thamyris Glacier ligger 143 meter över havet.
Terrängen runt Thamyris Glacier är bergig åt sydväst, men åt nordost är den kuperad. Havet är nära Thamyris Glacier åt nordost. Trakten är obefolkad. Det finns inga samhällen i närheten.